# Prolinognathus
Prolinognathus ist eine Gattung der Echten Tierläuse, die als Ektoparasiten Schliefer befallen. Gattungstypische Merkmale sind, dass die letzten beiden Glieder der Fühler verschmolzen sind und die bauch- und rückenseitigen Borsten (Setae) des Abdomens in je zwei Längsreihen angeordnet sind.

## Arten
Zur Gattung gehören folgende Arten:
- Prolinognathus aethiopicus, Wirt Klippschliefer
- Prolinognathus arcuatus, Wirt Klippschliefer
- Prolinognathus caviae-capensis, Wirt Klippschliefer
- Prolinognathus faini, Wirt Steppenwald-Baumschliefer
- Prolinognathus ferrisi, Wirt Buschschliefer
- Prolinognathus foleyi, Wirt Klippschliefer
- Prolinognathus leptocephalus, Wirt Klippschliefer
- Prolinognathus schulzi, Wirt Klippschliefer